# TP OK Jazz

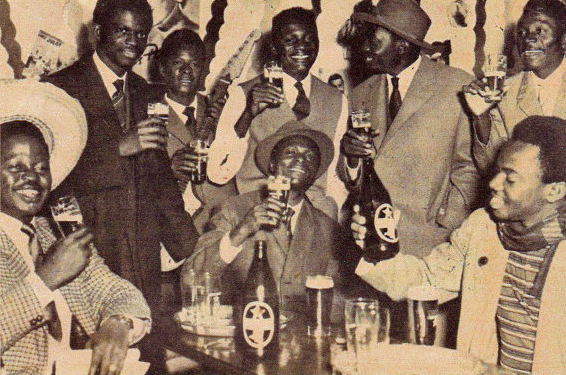
Les membres de OK Jazz à Bruxelles, 1961.

OK Jazz (devenu ensuite TP OK Jazz pour Tout Puissant OK Jazz) était un groupe de rumba congolaise.

## Histoire du groupe

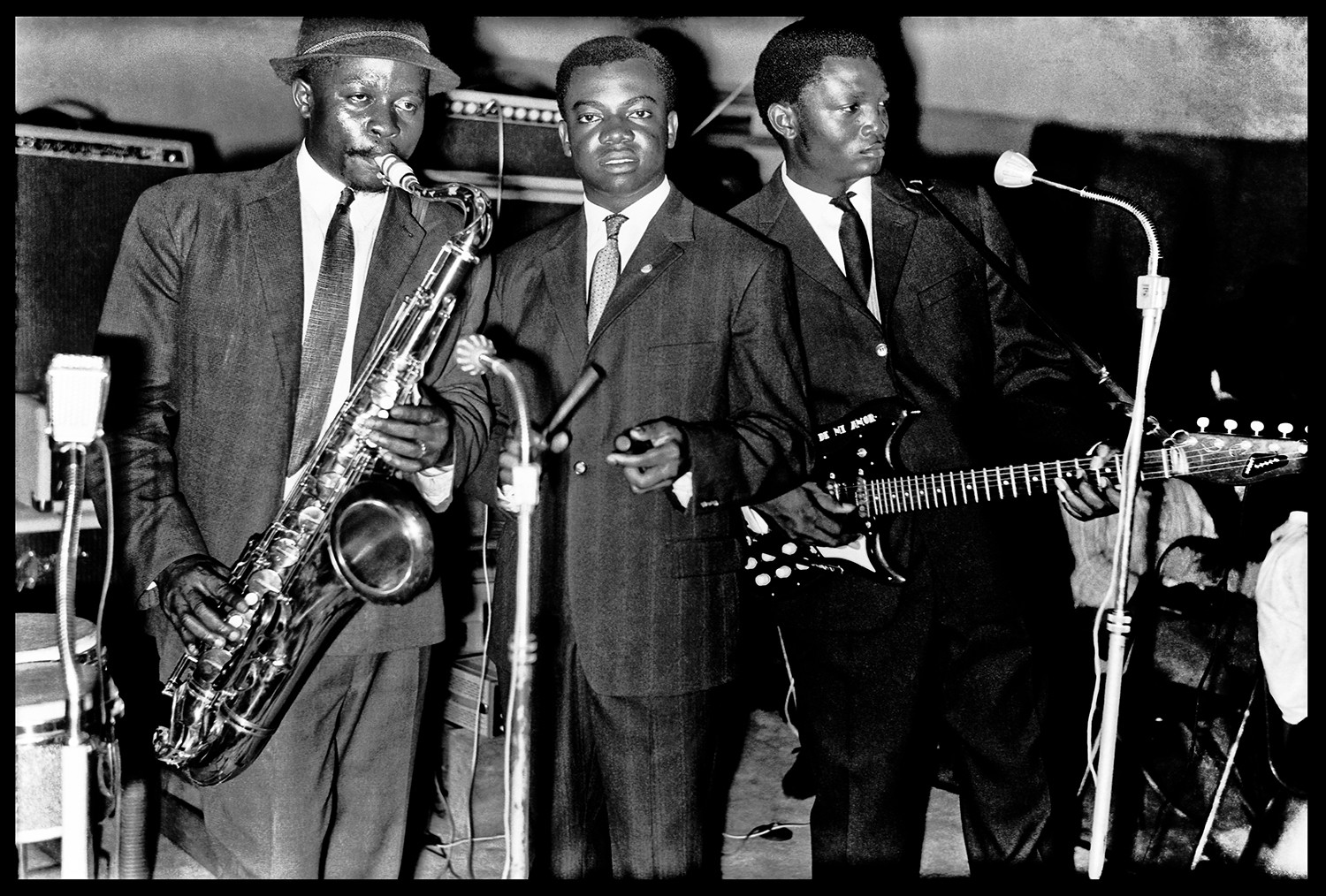
Isaac Musekiwa, Joseph “Mujos” Mulama et François “Franco” Luambo Makiadi à Léopoldville (aujourd'hui Kinshasa) dans les années 60

Ce groupe est cofondé le 6 juin 1956 à Léopoldville (aujourd'hui Kinshasa), par des jeunes hommes, 3 venant de Brazzaville, et 4 originaires de Léopoldville. Il s'agit de, Daniel Loubelo, guitariste et contrebassiste, dit "De La Lune", Lando Rossignol, chanteur, Jean Serge Essous, clarinettiste saxophoniste chanteur, dit "3S" qui fut le premier chef d'orchestre dudit groupe, Pandi Saturnin, percussionniste, Moniania Roitelet, contrebassiste, Nicolas Bosuma, alias «Dessoin», percussionniste et François Luambo Makiadi, chanteur guitariste, dit « Franco ». Cette formation donne son premier concert le 20 juin 1956. Sa musique mêle des influences africaines et cubaines.
Le Congo belge devient indépendant en 1960. En raison des troubles sociaux qui éclatent par la suite, Franco et son groupe déménagent en Belgique. En 1966, le groupe retourne triomphalement au Zaïre. Des tournées à travers l'Afrique et l'Europe confirment l'excellente réputation de Franco et de son groupe. À  la fin des années 1970 et au début des années 1980, le groupe compte une quarantaine de membres. Pendant cette période, il s'est souvent divisé en deux groupes; un groupe retse à Kinshasa, jouant dans des boîtes de nuit là-bas, tandis que l'autre groupe tourne en Afrique, en Europe et en Amérique du Nord.
Le nom d'origine OK Jazz vient d'un bar appelé OK Bar, bar d'Oscar Kashama (Oscar Kashama, propriétaire de l'OK Bar, proposa à un groupe de jeunes musiciens évoluant sous le label Éditions Loningisa, Jean Serge Essous, François Luambo,... d'animer des soirées dansantes dans son bar). L'OK Jazz est rapidement devenu un des groupes de musique populaire le plus important de la musique congolaise (Brazzaville et Kinshasa).
Proche au président Mobutu Sese Seko, François Luambo Makiadi est nommé « Grand Maître » de la musique zaïroise. Il meurt  en octobre 1989, et le groupe disparaît peu après,.

## Membres
- Madilu System : chanteur et compositeur, aussi membre de l'Afrisa International
- Mon Fan Fan
- Josky Kiambukutuka Londa : chanteur et compositeur, aussi membre de l'Orchestre continental et de African Fiesta
- Ndombe Opetum : chanteur
- Djo Mpoyi : chanteur
- Empompo Loway : saxophone
- Verckys Kiamuangana Mateta: saxophone
- Isaac Musekiwa: saxophone
- Rondot Kassongo: saxophone
- Saturnin Pandi: percussions
- Franco Luambo Makiadi : chanteur et guitariste
- Simaro Massiya Lutumba : guitariste
- Papa Noel Nedule : guitariste
- Mose Se Sengo: guitariste
- Henri Bowane: guitariste
- Mpundi Decca: guitariste
- Michel Boyibanda : chanteur de T.P. O.K. Jazz
- Mavatiku Visi (Michelino) : guitariste
- Sam Mangwana Le Pigeon Voyageur : micro chanteur, aussi membre du l'Afrisa International
- Vicky Longomba : chanteur de T.P. O.K. Jazz
- Mayaula Mayoni : chanteur de T.P. O.K. Jazz
- Malage De Lugendo : chanteur de T.P. O.K. Jazz
- Lola Checain : chanteur de T.P. O.K. Jazz
- Aime Kiwakana: chanteur de T.P. O.K. Jazz
- Ntesa Dalienst: chanteur de T.P. O.K. Jazz
- Kiese Diambu: chanteur et ancien de l'Afrisa international
- Shak Shakembo : chanteur
- Papy Balayi : chanteur
- Milanda Nkutuazowa Barami: trompettiste
- Thierry Mantwitka: guitariste
- Thierry Dialungana: guitariste
- Ruben Kunsita Rubbens: saxophoniste
- Flavien Makadi: bassiste
- Bosuma Dessouin: percussionniste
- Nado Kakoma: batteur
- Diatho Lukoki : chanteur
- Elba Kuluma : chanteur
- Makosso Kindudi : guitariste accompagnateur.
- Carlyto Lassa: chanteur
- Edouard Nganga, dit "Edo": chanteur
- Bitshoumanou Boniface dit "Céli Bitshou": guitare Basse
- Jean Serge Essous: clarinettiste et saxophoniste
- Youlou Mabiala : chanteur et TP OK Jazz
- Nino Malapet: saxophoniste
- Daniel Loubelo "De la lune": bassiste
- Ntoya Fwala dit «Pajos»: batteur
- Célestin Kouka dit "Celio": chanteur

## Discographie
- Franco et L'OK Jazz à Paris (1967)
- Franco et L'OK Jazz (1972)
- 20e Anniversaire / 6 Juin 1956 - 6 Juin 1976 (1976)
- On Entre O.K. On Sort K.O. - volume 1 (1980)
- 6 Juin 1956 - 6 Juin 1980 24 Ans D'Age (1980)
- A Bruxelles, On Entre O.K. On Sort K.O. (1980)
- On Entre O.K. On Sort K.O. - volume 2 (1980)
- A Paris Vol. 2 (1980)
- Keba Na Matraque - volume 1 - 2 - 3 - 4 - 5 (1980)
- Disque D'Or Et Maracas D'Or 1982 - On Entre O.K. On Sort K.O. (1982)
- Se Déchaînent - T.P. O.K. Jazz Spécial Maracas D'or 1982 (1982)
- A 0 Heure Chez 1-2-3 (1982)
- Franco Et Sam Mangwana Avec Le T.P.O.K. Jazz Dans Coopération Odongo (1982)
- Choc Choc Choc 1983 De Bruxelles A Paris (1983)
- Tout Feu Tout Flamme (1983)
- Chez Fabrice A Bruxelles (1983)
- A L'Ancienne Belgique (1984)
- Très Impoli (1984)
- Chez Rythmes Et Musiques A Paris (1984)
- Chez Safari Club De Bruxelles (1984)
- Lisanga Ya Banganga (con Mavatiku) (1984)
- Mario (1985)
- Le F.C. 105 De Libreville (1985)
- Mario II (1985)
- Franco & Orchestre T.P.O.K. Jazz présente Simaro Massiya (1985)
- La Vie Des Hommes (1986)
- Spécial 30 Ans Par Le Poète Simaro Et Le Grand Maitre Franco (1986)
- Le Grand Maitre Franco Et Ses Stars Du T.P. O.K. Jazz A Nairobi (1986)
- Le Grand Maitre Franco Et Jolie Detta (1986)
- Attention Na Sida (con Victoria Eleison) (1987)
- L'Animation Non Stop (1987)
- Kita Mata Bloqué (1987)
- Mamie Zou (1987)
- Ekaba-Kaba (Yo Moko Okabeli Ngai Ye Oh) (1987)
- La Réponse De Mario (1988)
- Cherche Une Maison A Louer Pour Moi Chéri (1988)
- Anjela (1988)
- Les ''On Dit'' (1988)
- Franco joue avec Sam Mangwana (1988)
- Les Rumeurs (1989)
- For Ever (1989)

### Posthumes
- J'Ai Peur (1990)
- Les Rumeurs - Mbanda Akana Ngai / 1988 · 1989 (1994)